# Verena Wriedt

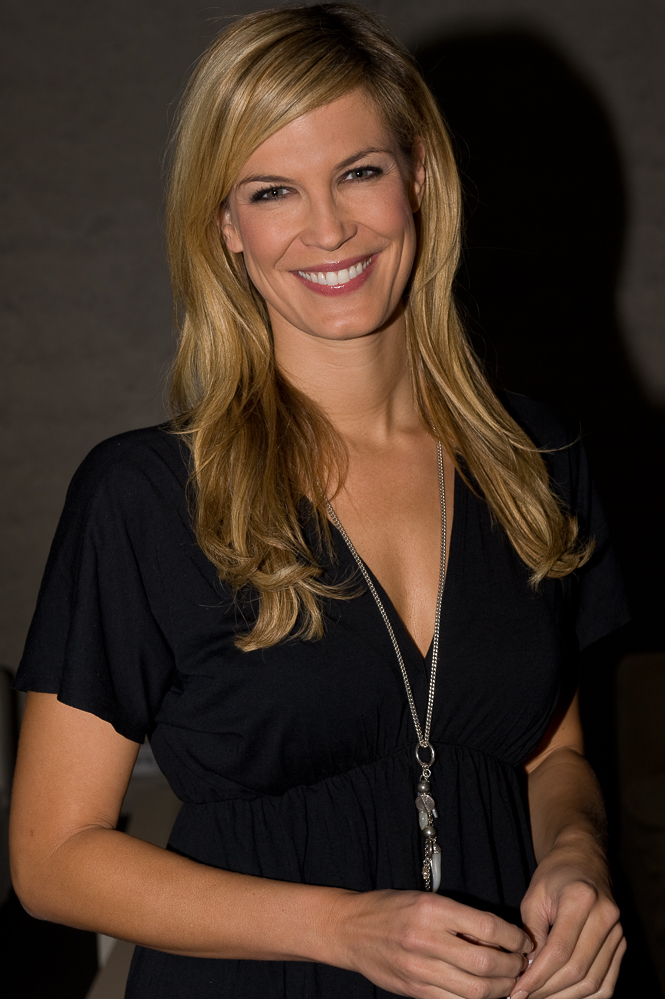
Verena Wriedt, 2009

Verena Wriedt (* 9. Januar 1975 in Wiesbaden) ist eine deutsche Journalistin und Fernsehmoderatorin.

## Leben und Wirken
Verena Wriedt lebte von 1981 bis 1991 auf den Philippinen. Sie besuchte die Deutsche Schule Manila und danach die International School Düsseldorf. Nach dem Abitur studierte sie bis zum BA Media Studies & Public Relations am College of St. Mark & St. John an der University of Exeter. Den darauf aufbauenden Masterstudiengang Broadcast Journalism am Emerson College in Boston absolvierte Wriedt mit der Note magna cum laude.
1993 wurde sie Newsroom Assistant beim Norddeutschen Rundfunk in der Redaktion Aktuell in Hamburg, zwei Jahre später dann Produktionsassistenz bei Die Tonleiter in Düsseldorf. 
Von 1996 bis 1998 war sie als Account Executive bei GRAMM Advertising in Düsseldorf tätig. Danach wechselte sie zu VIVA nach Köln, wo sie erst als Produktionsassistenz und Autorin und später als Assistant Producer und Writer tätig war.
In den Jahren 2000 und 2001 absolvierte Wriedt ein Volontariat bei Sat.1 18:30 Nachrichten in Berlin und bei Blitz im Studio Dortmund, Hamburg und London. Im Anschluss wurde sie Redakteurin bei der ProSiebenSat.1 Media AG, unter anderem für Sat.1 News und Sat.1 News – Die Nacht sowie die ProSieben-, kabel-eins- und N24-Nachrichten.
Von 2003 bis 2005 moderierte sie auf N24 die Sendung SPOT ON. Seit 2005 moderiert und produziert sie MM – Das Männermagazin. Im Jahr darauf begann sie mit der Moderation von Tempo – Das Automagazin. 2008 war sie bei The next Uri Geller zu sehen.
Zudem moderierte sie im Mai 2008 das Finale der Castingshow Bully sucht die starken Männer auf ProSieben. Daneben moderierte sie die Außenübertragungen der zweiten Staffel der ProSieben-Show The next Uri Geller – Unglaubliche Phänomene Live und Uri Geller Live: Ufos und Aliens – Das unglaubliche TV-Experiment. Seit Herbst 2008 moderiert sie die ProSieben Newstime. Ebenfalls seit 2008 moderiert sie das internationale Sendesignal der DTM. 
Von 2009 bis März 2011 moderierte sie das Sat.1-Boulevardmagazin STARS and Stories. Am 25. Januar 2010 moderierte sie die Vorstellung des Mercedes-GP-F1-Teams in Stuttgart, bei der auch Michael Schumacher nach seiner Comebackankündigung vorgestellt wurde.
Ab September 2012 moderiert sie die neue Sendung Perfect Ride bei dem PayTv-Sender Motorvision TV. Dabei wagt sie sich ans Steuer origineller Fahrzeuge, versucht Aufgaben rund ums Thema Automobil zu lösen und spricht mit prominenten Gästen. Wriedt führte mit Sascha Bandermann als Moderationsteam durch das DEL Winter Game 2013 im Stadion Nürnberg am 5. Januar 2013.
Seit 2012 moderiert sie die Sendung PS-Das Automagazin.

## Soziales Engagement
Verena Wriedt übernahm 2012 eine Patenschaft für das SOS-Kinderdorf in Manila, Philippinen und unterstützt im philippinischen SOS-Berufsausbildungszentrum Lipa den Einbau einer ökologischen Aufbereitungsanlage für Trinkwasser. Sie engagiert sich auf Veranstaltungen wie dem „All Nations Festival“ und spendet Preisgelder aus TV-Auftritten wie „Das perfekte Promi-Dinner“ für SOS-Kinderdörfer.

## Privates
Verena Wriedt ist Mutter eines Sohnes (* 2013) und wohnt in Berlin-Lankwitz. Ihr Mann Thomas Schubert ist im Juni 2021 im Alter von 47 Jahren gestorben.

## Filmografie
- 2000–2001: 18:30 Nachrichten Blitz Sat.1
- 2003–2005: SPOT ON N24
- seit 2005: MM – Das Männermagazin
- 2006: Tempo – Das Automagazin
- 2008–2009: ProSieben Newstime
- seit 2008: internationale Sendesignal der DTM
- 2008: The next Uri Geller
- 2008: Uri Geller Live: Ufos und Aliens – Das unglaubliche TV-Experiment
- 2008: Bully sucht die starken Männer
- 2008–2009: The next Uri Geller – Unglaubliche Phänomene Live
- 2009–2011: Stars and Stories
- 2010: Mercedes Grand Prix F1–Teams
- 2012: Perfect Ride
- seit 2012: PS – Das Automagazin n-tv
- 2013: DEL Winter Game
- 2014: Promi Shopping Queen